# Ma Terre
Pour l’article ayant un titre homophone, voir Mater.

Ma Terre est une émission de télévision diffusée en Belgique sur La Une (RTBF). Elle est coréalisée par la RTBF et l'Institut du patrimoine wallon et présentée par Corinne Boulangier. Il s'agit d'une émission documentaire ayant pour but de mettre en valeur le patrimoine wallon. Les trois documentaires diffusés lors d'une émission sont entrecoupés par deux interviews, qui sont intégrées dans le scénario de l'émission. En effet, chaque numéro est construit autour d'un fil conducteur,,,. 
L'émission possède un site web, qui contient des films, des photos, des interviews...

## Premier numéro
Le premier numéro de cette émission a été diffusé le dimanche 3 janvier 2010. Il a été suivi par 413 709 téléspectateurs, soit une part de marché de 20,9 %,.
Le fil conducteur de l'émission était la Meuse notamment avec le concours des chercheurs Dimitri Belayew et Marc Suttor, auteur d'une thèse de doctorat récemment publiée.

## Numéros à venir
Plusieurs autres émissions sont prévues : la prochaine pour début septembre 2010.